# 科紐希夫
49°12′44″N 23°45′18″E / 49.21222°N 23.75500°E
科紐希夫（烏克蘭語：Конюхів），是烏克蘭的村庄，位於該國西部利沃夫州，由斯特雷區赫拉博韋茨-杜利貝市鎮負責管轄，始建於1385年，面積16.38平方公里，海拔高度319米，2016年人口772，人口密度每平方公里54.52人。